# ¡Uno!
¡Uno! je deváté studiové album americké skupiny Green Day. Album vyšlo 21. září 2012 v Evropě a Austrálii. Ve Spojeném království a USA pak 24. a 25. září.
Jedná se o první část trilogie alb ¡Uno!, ¡Dos! a ¡Tré!.

## Seznam skladeb
Autory veškeré hudby jsou členové skupiny Green Day a texty napsal Billie Joe Armstrong.
| Pořadí         | Název           | Délka |
| -------------- | --------------- | ----- |
| 1.             | Nuclear Family  | 3:03  |
| 2.             | Stay the Night  | 4:36  |
| 3.             | Carpe Diem      | 3:25  |
| 4.             | Let Yourself Go | 2:57  |
| 5.             | Kill the DJ     | 3:43  |
| 6.             | Fell for You    | 3:08  |
| 7.             | Loss of Control | 3:07  |
| 8.             | Troublemaker    | 2:45  |
| 9.             | Angel Blue      | 2:46  |
| 10.            | Sweet 16        | 3:03  |
| 11.            | Rusty James     | 4:09  |
| 12.            | Oh Love         | 5:03  |
| Celková délka: | Celková délka:  | 41:44 |

## Obsazení
- Billie Joe Armstrong – zpěv, kytara
- Mike Dirnt – baskytara, doprovodný zpěv
- Tré Cool – bicí, perkuse
- Jason White – kytara, doprovodný zpěv

Ostatní
- Tom Kitt – aranže smyčců